# Coppa Ronchetti 1994-1995
L'edizione 1994-1995 della Coppa europea Liliana Ronchetti è stata la ventiquattresima della seconda competizione europea per club di pallacanestro femminile organizzata dalla FIBA Europe. Si è svolta dal 7 settembre 1994 al 15 marzo 1995.
Vi hanno partecipato sessantaquattro squadre. Il titolo è stato conquistato da Bourges, nella finale disputata su due gare sul Basket Parma.

## Primo turno preliminare
| Squadra 1           | Totale  | Squadra 2          | Andata | Ritorno |
| ------------------- | ------- | ------------------ | ------ | ------- |
| Interoil Odessa     | 134-139 | Sportul Studentesc | 64-62  | 70-77   |
| Flamurtari Vlora    | 93-165  | Mizo Pecsi VSK     | 54-64  | 39-101  |
| DZU-AD Stara Zagora | 151-132 | Brisaspor İzmit    | 89-69  | 62-63   |
| SK Žabovřesky Brno  | 149-150 | KS Wlókniarz       | 81-68  | 68-82   |

## Secondo turno preliminare
| Squadra 1              | Totale  | Squadra 2                      | Andata | Ritorno |
| ---------------------- | ------- | ------------------------------ | ------ | ------- |
| Odeja-Marmor           | 95-171  | Ethnikos Olimpiakos            | 49-87  | 46-84   |
| Montana                | 153-157 | DKSK Borsodchem                | 93-81  | 60-76   |
| Sportul Studentesc     | 115-119 | Maccabi Ramat Chen Blich       | 59-63  | 56-56   |
| BBC Résidence          | 64-215  | CJM Bourges Basket             | 38-102 | 26-113  |
| Somes S.A.             | 152-90  | Besiktas JK                    | 85-44  | 67-46   |
| Lachen Ramat Hasharon  | 138-139 | Isab Energy Priolo             | 87-62  | 51-77   |
| BC Copenhagen          | 139-160 | Symel Tenerife                 | 70-77  | 69-83   |
| Lotos VBW Clima        | 118-128 | Wemex Berlin                   | 69-60  | 49-68   |
| Mizo Pecsi VSK         | 151-79  | Hrvatski Dragovoljac           | 86-45  | 65-34   |
| Energobasket Donetsk   | 131-147 | Rila Coop Sofia                | 66-60  | 65-87   |
| Panathinaikos AC       | 141-145 | Elitzur Delek Ramla            | 74-59  | 67-86   |
| KZO Wetzikon           | 109-181 | Basket Astarac                 | 66-90  | 43-91   |
| City of the World      | 64-174  | CB Navarra                     | 31-83  | 33-91   |
| DZU-AD Stara Zagora    | 122-162 | TORY Košice                    | 54-77  | 68-85   |
| KK Stella Sarajevo     | 83-215  | Istanbul Universitesi SBK      | 32-107 | 51-108  |
| Mini-Flat Dames        | 123-139 | BK Sporiteľňa Bratislava       | 73-70  | 50-69   |
| KS Wlókniarz           | 138-146 | Gysev Ringa                    | 68-75  | 70-71   |
| MENT Thessaloniki      | 126-132 | Universitatea-Dacia Felix Acsa | 64-57  | 62-75   |
| Meoba Kutaisi          | 152-159 | Nilena-Skif Kiev               | 62-75  | 90-84   |
| Acadimia 75 Ilioupolis | 143-171 | ZKK Croatia                    | 77-86  | 66-85   |
| DVZ Grasshoppers       | 102-127 | Osnabrücker Sportclub          | 48-60  | 54-67   |
| CAB Levi's Funchal     | 98-223  | Caja Rural Islas Canarias      | 54-113 | 44-110  |
| Basket Ladies Praha    | 124-154 | MTK Polfa                      | 54-84  | 70-70   |
| Botasspor Club Adana   | 129-182 | MTK                            | 64-85  | 65-97   |
| ZKD Kograd Maribor     | 138-149 | BK UMB OŠG Banská Bystrica     | 90-70  | 48-79   |
| BC Etar                | 98-70   | Kozachka-Zalk Zaporozhye       | 78-70  | 20-0    |
| ZKK Zrinjevac          | 136-138 | Repros Kralovo Pole            | 62-61  | 74-77   |
| Sommer Komfort         | 151-118 | BK SAM Myjava                  | 75-54  | 76-64   |

## Terzo turno preliminare
| Squadra 1                  | Totale  | Squadra 2                      | Andata | Ritorno |
| -------------------------- | ------- | ------------------------------ | ------ | ------- |
| Ethnikos Olimpiakos        | 151-150 | DKSK Borsodchem                | 71-70  | 80-80   |
| Maccabi Ramat Chen Blich   | 99-168  | CJM Bourges Basket             | 50-88  | 49-80   |
| Somes S.A.                 | 95-157  | Isab Energy Priolo             | 56-77  | 39-80   |
| Symel Tenerife             | 146-143 | Wemex Berlin                   | 80-60  | 66-83   |
| Mizo Pecsi VSK             | 137-120 | Rila Coop Sofia                | 73-63  | 64-57   |
| Elitzur Delek Ramla        | 131-156 | Basket Astarac                 | 71-68  | 60-88   |
| CB Navarra                 | 154-137 | TORY Košice                    | 88-69  | 66-68   |
| Istanbul Universitesi SBK  | 133-120 | BK Sporiteľňa Bratislava       | 78-59  | 55-61   |
| Gysev Ringa                | 133-117 | Universitatea-Dacia Felix Acsa | 69-54  | 64-63   |
| Nilena-Skif Kiev           | 135-191 | ZKK Croatia                    | 71-98  | 64-93   |
| Osnabrücker Sportclub      | 115-173 | Caja Rural Islas Canarias      | 53-75  | 62-98   |
| MTK Polfa                  | 140-158 | MTK                            | 62-67  | 78-91   |
| BK UMB OŠG Banská Bystrica | 51-70   | Challes Savoie                 | 51-68  | 0-2     |
| BC Etar                    | 121-174 | Tarbes GB                      | 70-79  | 51-95   |
| Repros Kralovo Pole        | 131-146 | CB Vigo                        | 75-77  | 56-69   |
| Sommer Komfort             | 155-179 | Lavezzini Parma                | 84-82  | 71-97   |

## Ottavi di finale

### Gruppo A
| Pos | Squadra                | G | V | P | PF  | PS  | DP   | Qualificazione        |       | IEP   | TGB   | CRC   | AEO   |
| --- | ---------------------- | - | - | - | --- | --- | ---- | --------------------- | ----- | ----- | ----- | ----- | ----- |
| 1   | Isab Energy Priolo     | 6 | 5 | 1 | 432 | 378 | +54  | Qualificate ai quarti |       | —     | 80–77 | 70–60 | 77–54 |
| 2   | Tarbes Gespe Bigorre   | 6 | 4 | 2 | 486 | 416 | +70  | Qualificate ai quarti |       | 73–51 | —     | 79–76 | 87–69 |
| 3   | Caja Rural de Canarias | 6 | 3 | 3 | 455 | 423 | +32  |                       |       | 65–69 | 79–75 | —     | 89–51 |
| 4   | AO Ethnikos Olimpiakos | 6 | 0 | 6 | 363 | 519 | −156 |                       | 48–95 | 61–95 | 79–86 | —     |       |

### Gruppo B
| Pos | Squadra                   | G | V | P | PF  | PS  | DP   | Qualificazione        |       | CJM   | CVB   | MTK   | IUS   |
| --- | ------------------------- | - | - | - | --- | --- | ---- | --------------------- | ----- | ----- | ----- | ----- | ----- |
| 1   | CJM Bourges Basket        | 6 | 5 | 1 | 454 | 304 | +150 | Qualificate ai quarti |       | —     | 84–41 | 80–44 | 80–39 |
| 2   | C.B. Vigo                 | 6 | 5 | 1 | 463 | 365 | +98  | Qualificate ai quarti |       | 70–62 | —     | 91–55 | 98–51 |
| 3   | MTK Budapest              | 6 | 1 | 5 | 371 | 458 | −87  |                       |       | 64–74 | 63–72 | —     | 85–60 |
| 4   | Istanbul Universitesi SBK | 6 | 1 | 5 | 327 | 488 | −161 |                       | 46–74 | 50–91 | 81–60 | —     |       |

### Gruppo C
| Pos | Squadra             | G | V | P | PF  | PS  | DP  | Qualificazione        |       | CZA   | STE   | BAC   | GRS   |
| --- | ------------------- | - | - | - | --- | --- | --- | --------------------- | ----- | ----- | ----- | ----- | ----- |
| 1   | ZKK Croatia Zagreb  | 6 | 5 | 1 | 531 | 458 | +73 | Qualificate ai quarti |       | —     | 94–89 | 85–78 | 97–59 |
| 2   | Symel Tenerife      | 6 | 3 | 3 | 471 | 481 | −10 | Qualificate ai quarti |       | 63–89 | —     | 84–76 | 73–55 |
| 3   | Basket Astarac Club | 6 | 3 | 3 | 491 | 477 | +14 |                       |       | 89–80 | 84–91 | —     | 92–69 |
| 4   | Gysev Ringa Sopron  | 6 | 1 | 5 | 414 | 491 | −77 |                       | 80–86 | 83–71 | 68–72 | —     |       |

### Gruppo D
| Pos | Squadra               | G | V | P | PF  | PS  | DP  | Qualificazione        |       | LPA   | CSB   | MPV   | CBN   |
| --- | --------------------- | - | - | - | --- | --- | --- | --------------------- | ----- | ----- | ----- | ----- | ----- |
| 1   | Lavezzini Parma       | 6 | 5 | 1 | 462 | 411 | +51 | Qualificate ai quarti |       | —     | 67–54 | 95–75 | 83–79 |
| 2   | Challes Savoie Basket | 6 | 3 | 3 | 407 | 408 | −1  | Qualificate ai quarti |       | 51–67 | —     | 67–53 | 83–66 |
| 3   | Mizo Pecsi VSK Pecs   | 6 | 2 | 4 | 455 | 475 | −20 |                       |       | 80–70 | 83–84 | —     | 78–83 |
| 4   | C.B. Navarra          | 6 | 2 | 4 | 448 | 478 | −30 |                       | 72–80 | 72–69 | 76–86 | —     |       |

## Quarti di finale
| Squadra 1      | Totale  | Squadra 2          | Andata | Ritorno |
| -------------- | ------- | ------------------ | ------ | ------- |
| CB Vigo        | 118-132 | Isab Energy Priolo | 63-66  | 55-66   |
| Tarbes GB      | 101-122 | CJM Bourges Basket | 59-54  | 42-68   |
| Challes Savoie | 156-152 | ZKK Croatia        | 75-68  | 81-84   |
| Symel Tenerife | 117-121 | Lavezzini Parma    | 61-52  | 56-69   |

## Semifinali
| Squadra 1          | Totale  | Squadra 2       | Andata | Ritorno |
| ------------------ | ------- | --------------- | ------ | ------- |
| Isab Energy Priolo | 142-143 | Lavezzini Parma | 75-65  | 67-78   |
| CJM Bourges Basket | 123-103 | Challes Savoie  | 70-39  | 53-64   |

## Finali
| Squadra 1          | Totale  | Squadra 2       | Andata | Ritorno |
| ------------------ | ------- | --------------- | ------ | ------- |
| CJM Bourges Basket | 112-100 | Lavezzini Parma | 56-47  | 56-53   |